# Авангарден метъл
Авангардният метъл, наричан още аван метъл или експерименталният метъл, е поджанр на хевиметъл музиката, най-просто определян като използващ експерименти, както и новаторски, авангардни елементи, широко мащабна експерименталност, както и употребата на нестандартни или неконвенционални звуци, инструменти, песенни структури, стилове на свирене и вокални техники. Той е издънка на прогресивния рок, джаз фюжъна и екстремния метъл, по-специално дет метъла и блек метъла. Някои местни средища на стила включват Лос Анджелис, Сан Франциско, Бостън и Сиатъл (САЩ), Осло (Норвегия), и Токио (Япония).